# 特韋羅峰
61°36′51″N 8°18′05″E / 61.61417°N 8.30139°E
特韋羅峰是挪威的山峰，位於該國東南部內陸郡，處於洛姆，屬於尤通黑門山脈的一部分，海拔高度2,302米，是該國第二十高峰，受凍原氣候影響。